# Монастир босих кармелітів у Завої
49°41′21″ пн. ш. 19°35′15″ сх. д. / 49.68925° пн. ш. 19.587389° сх. д.
Монастир босих кармелітів у Завої — монастир босих кармелітів, розташований у північній частині міста Завоя (Малопольське воєводство, Сухівський повіт), у маєтку Пшислоп .

## Історія
Перша каплиця на цьому місці була побудована в 1945 році. У 1951 році навколо каплиці збудовано чотирнадцять каплиць — станцій хресної дороги. У 1970 році за згодою єпископа Францішека Йопа розпочалося пристосування каплиці під релігійний дім. 1 січня 1976 року в Кракові офіційно довірили ченцям парафіяльне служіння в душпастирському центрі св. Юзефа Роботніка в Завої-Закам'яні . У 1970—1976 роках збудовано костел св. Юзефа Роботніка, тоді як у 1986—1990 роках були збудовані нинішні будівлі монастиря разом із комплексом будинків для реколекцій, оазисних груп і дитячих таборів . Вода в будівлі нагрівається за рахунок теплової енергії, отриманої за допомогою сонячних колекторів, розміщених на даху монастиря. Для його потреб також запущено сучасні очисні споруди .